# ساحل‌نوردی

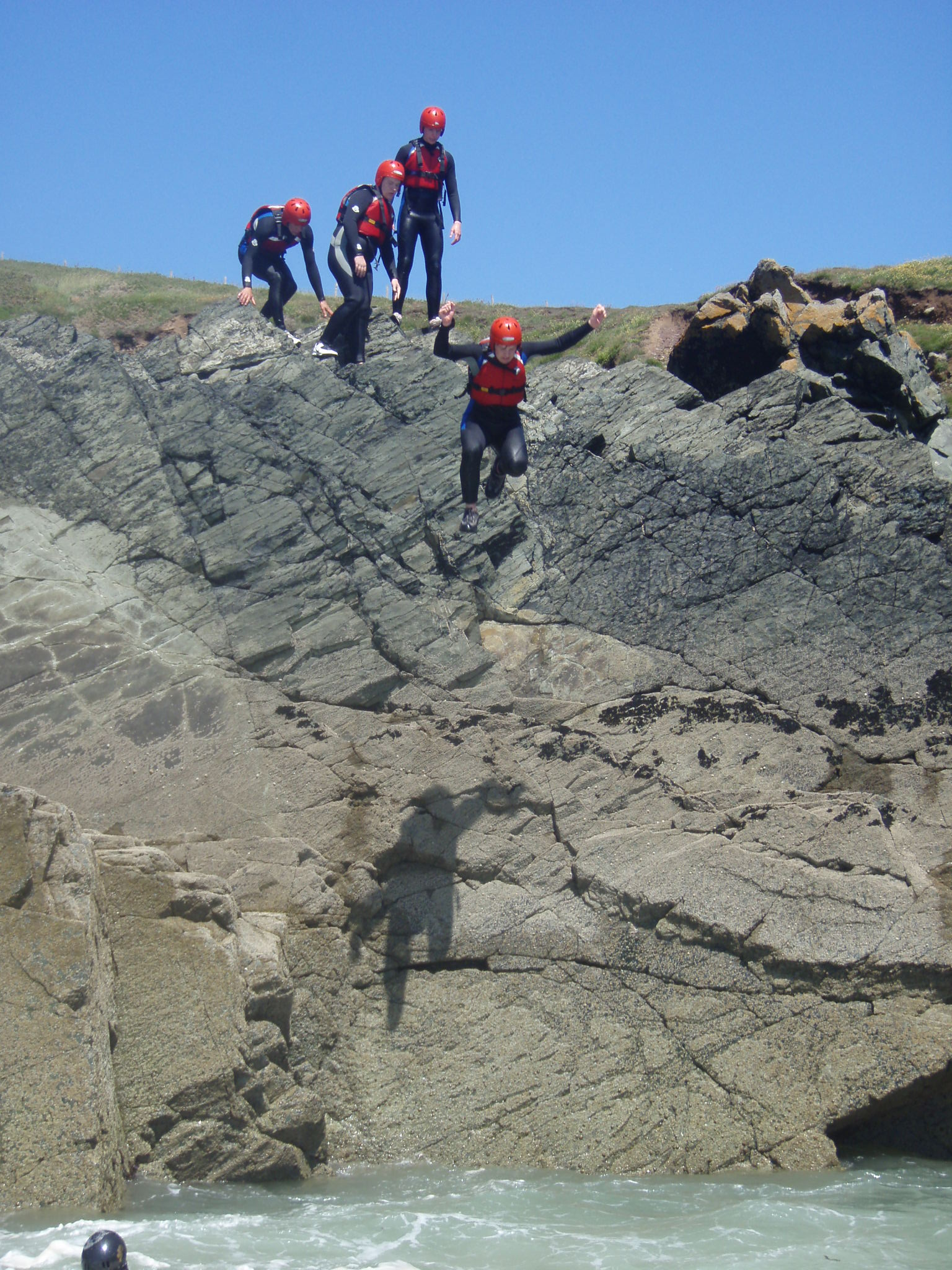
ساحل در نزدیکی Porthclais، پمبروکشر

ساحل‌نوردی (به انگلیسی: Coasteering) حرکت در امتداد پهنه میان‌کشندی خط ساحلی صخره‌ای با پای پیاده یا با شنا، بدون کمک قایق، تخته موج‌سواری یا دیگر وسایل نقلیه است.
ساحل‌نوردی به فرد این امکان را می‌دهد که در «منطقه اثر» بین یک بدنه آبی و ساحل حرکت کند که در آن امواج، جزر و مد، باد، سنگ‌ها، صخره‌ها، آبکندها (خندق‌ها) و غارها به هم می‌رسند.
این اصطلاح توسط جان کلیر به عنوان ترکیبی از کلمات " کوهنوردی " و "ساحل" به کار رفت و توسط اندی میدلتون در ولز در سال ۱۹۸۵ دزدیده شد و سپس آن را به یک ایده تجاری تبدیل کرد.